# Ambrosius
Ambrosius är ett latinskt förnamn från det grekiska namnet Αμβροσιος (Ambrosios), som betyder "odödlig" och kan syfta på:

## Personer med förnamnet
- Ambrosius (biskop i Finland), (född 1945), finländsk grekisk-ortodox biskop
- Ambrosius av Milano (cirka 340—397), biskop och kyrkofader
- Ambrosius Aurelianus (400-talet), även känd som Aurelius Ambrosius, brittisk-romersk ledare
- Ambrosius Hardenbeck (1621—1683), norsk teolog

## Personer med efternamnet
- Johanna Ambrosius (1854–1939), en tysk poet
- Johan Mathias Ambrosius (1843–1932), en svensk pedagog